# Slaget vid Ömossa
Slaget vid Ömossa utspelades utanför Kristinestad den 6 september 1808 under det finska kriget.
Den svenska styrkan i Ömossa den 5-6 september var ledd av Överstelöjtnant Drufva och bestod av den andra bataljonen från Upplands regemente,  två jägarkompanier och runt 30 hästgardister. Drufva hade också två sex-pundiga kanoner under överstelöjtnant Wilhelm von Schwerin till sitt förfogande. Slaget inleddes klockan fem på morgonen den 6 september då ryssarna attackerade en svensk förpost ledd av  Drufva som drevs tillbaka. Styrkan retirerade till Träskvik. 